# Masbate
Masbate (tagaloški:  Lalawigan ng Masbate. bikolski: Probinsya nin Masbate) je otok i provincija u Filipinima u regiji Bicol.

## Zemljopis
Masbate se nalazi otprilike u sredini filipinskog arhipelaga. Sjeverno od Masbate su otoci Burias i Ticaoa, istočno San Bernardino tjesnac, južno Visayansko more, a zapadno Sibuyansko more. Tri glavna otoka u provinciji su Masbate, Ticao i Burias.
U svijetu Masbate je 155. po veličini i 59. prema broju stanovnika otok.

## Podjela
Provincija Masbate je podijeljena na 20 općina i jedan grad.

## Stanovništvo
Prema podacima iz 2007. godine provincija Masbate imala je 768.939 stanovika, te je broj stanovnika porastao na 834.650 2010. godine. Sam otok Masbate ima 555.573 stanovnika.

## Vanjske poveznice
- Provincijska internet stranica  Arhivirana inačica izvorne stranice od 6. siječnja 2009. (Wayback Machine)